# Vitellius der Jüngere

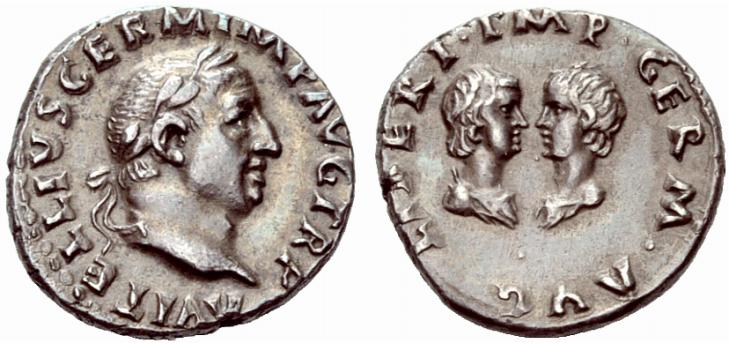
Denar des Kaisers Vitellius, auf dem Revers Porträts seiner Kinder Vitellius und Vitellia

Vitellius Germanicus (junior; * 62/63; † Dezember 69 in Rom) war designierter Thronfolger des gleichnamigen römischen Kaisers Vitellius.

## Leben
Der jüngere Vitellius war ein Sohn des Vitellius aus dessen zweiter Ehe mit Galeria Fundana. Er hatte eine Schwester, Vitellia. Von seinem Vater wurde der Knabe wohl Ende April oder Anfang Mai 69 in Lugdunum den römischen Truppen als präsumtiver Nachfolger präsentiert und mit den kaiserlichen Insignien ausgestattet. Aus opportunistischen Erwägungen gegenüber dem Senat verzichtete Vitellius jedoch darauf, dem sechsjährigen Knaben – der an einer schweren Sprachstörung gelitten haben soll – den Beinamen bzw. Titel  Caesar zu verleihen, sondern gab ihm stattdessen den auch für sich selbst gewählten Titel Germanicus.
Nach dem Sturz seines Vaters am 20. Dezember 69 wurde Vitellius junior auf Betreiben des Gaius Licinius Mucianus wohl noch vor Jahresende hingerichtet.